# Ministère de la Fonction publique (république démocratique du Congo)
 (mai 2024).
Le ministère de la Fonction publique de la république démocratique du Congo est le ministère responsable de l'administration publique du pays.

## Missions
- Application de la législation sur les agents de carrière des services publics de l'État ;
- Conduite de la réforme et de la modernisation de l’administration publique ;
- Gestion administrative des agents de l’État ;
- Collecte et planification des besoins sectoriels de recrutement des agents de l’État en collaboration avec le ministre chargé du budget dans ses attributions ;
- Suivi des relations avec les syndicats et organismes professionnels de la fonction publique ;
- Engagement des dépenses de rémunérations des agents de carrière des services publics de l’État, en vue de maîtriser les effectifs et le budget de rémunération ;
- Recensement périodique des agents de carrière des services publics de l’État et ceux émargeant au budget annexe.

## Organisation
Le ministère de la Fonction publique compte un effectif total de 211 761 personnes retraitées, rentiers tout comme actifs répartis comme suit :
- Secrétariat général des actifs (3 588 personnes)
- Direction des ressources humaines
- Direction des études et planification
- Direction des actions sociales
- Direction du contrôle des effectifs et éléments de paie
- Direction de la formation et renforcement des capacités
- Services juridiques et contentieux
- Service observatoire genre de l'administration publique
- Cellule de gestion des projets et marchés publics
- Secrétariat général des retraités et rentiers (207 065 personnes)
- Direction des ressources humaines
- Direction administrative et financière
- Direction des études et planification
- Direction des retraités civils de l’État
- Directions des rentiers de l’État
- Direction de contrôle des effectifs et éléments de paie des retraités et rentiers de l’État
- Direction des actions médico-sociales
- Archives et nouvelle technologie de l'information et communication (ANTIC retraité)
- Cellule de gestion des projets et marchés publics
- Direction générale des ressources humaines de l'administration publique (961 personnes)
- Direction générale organisation, réforme et modernisation
- Inspection générale de l'administration publique
- Caisse nationale de sécurité sociale
- École nationale d'administration (ENA) (15 personnes)
- Observatoire de surveillance de la corruption et de l'éthique professionnelle (OSCEP) (124 personnes)
- Cellule de mise en œuvre de la réforme de l'administration publique (CMRAP) (8 personnes)